# Mihail Pherekyde
Mihail Pherekyde (n. 14 noiembrie 1842, București, Țara Românească – d. 24 ianuarie 1926, București, România) a fost un politician și ministru de externe român în perioada 1885 - 1888.
Mihail Pherekyde a fost, de asemenea, președinte al Adunării Deputaților în perioada 1914 - 1916.

## Biografie
Mihail Pherekyde a fost avocat și om politic liberal. Provine dintr-o familie de macedoneni, în care tatăl, Ștefan Pherekyde, fusese  reputat juristconsult. A urmat Liceul Sfântul Sava din București, apoi Liceul Louis le Grand din Paris (1853-1861). În anul 1862 a fost licențiat în litere la Sorbona. A urmat cursuri doctorale la Paris, obținând titlul de doctor în 1866. Întors în țară în anul 1867, a fost 3 luni procuror, apoi avocat și membru în Consiliul de Administrație al Căilor Ferate Române și al altor societăți financiare. 
În anul 1875, a intrat în politica militantă. A fost ministru de Justiție în primul cabinet al opoziției, prezidat de Manolache Costache Epureanu (27 aprilie - 24 iulie 1876). La 25 noiembrie 1878 intră în al doilea cabinet I. C. Brătianu, ca ministru al Lucrărilor Publice (până la 11 iulie 1879). A fost ministrul Justiției în primul cabinet al Regalității constituit în 10 aprilie 1881, până la 16 noiembrie 1881, ministru plenipotențiar la Paris (în perioada decembrie 1881- 1884), iar din 16 decembrie 1885 până 12 martie 1888 este numit ministru al Afacerilor Străine. În perioada 1876-1888 este deputat și vice-președinte al Camerei, în februarie 1901 îl găsim deputat și președinte al Camerei, între 15 decembrie 1909 – 6 februarie 1910 va fi ministru de Interne, iar între 11 decembrie 1916 - 10 iulie 1917 și 29 noiembrie – 17 decembrie 1918, ministru fără portofoliu. M. Pherekyde este fondator și membru marcant al Partidului Național Liberal.
La momentul Consiliului de Coroană din 21 iulie/3 august 1914, ca președinte al Adunării Deputaților, a votat pentru păstrarea neutralității României, iar la Consiliul de Coroană din 14/27 august 1916 s-a pronunțat pentru intrarea României în război.
În perioada decembrie 1918-iulie 1919 a fost prim-ministru interimar în timpul absenței din țară a lui I. I. C. Brătianu, aflat la Conferința de Pace de la Paris.

## Galerie de imagini

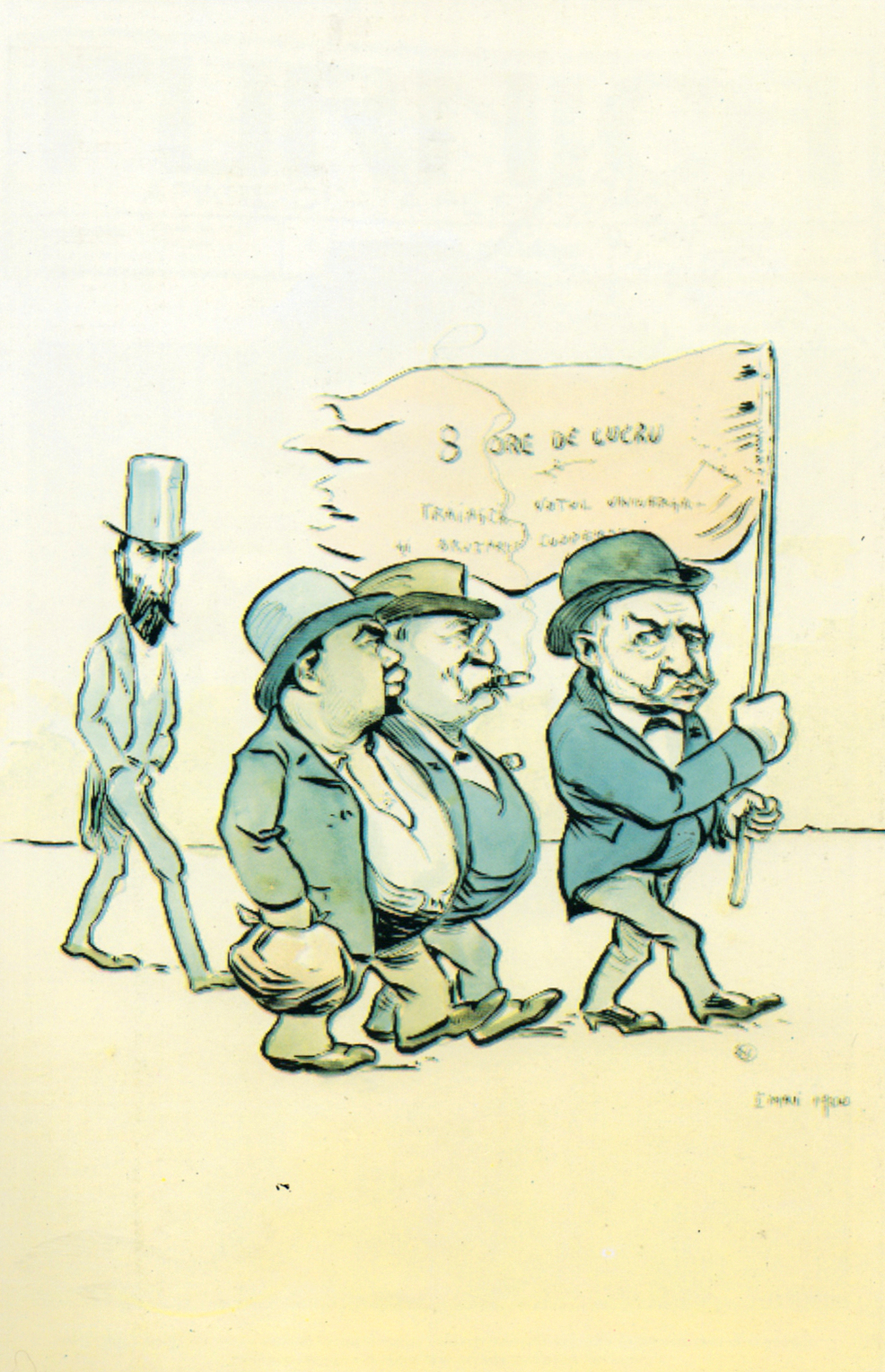
1 Mai 1900 - 8 ore de lucru (D.A. Sturdza, Anastase Stolojan, Gheorghe Pallade și ... Mihail Pherekyde), caricatură de Nicolae S. Petrescu-Găină